# Torneo de Viña del Mar 2004
El Torneo de Viña del Mar es un torneo de tenis que se jugó en arcilla. Se disputó en la ciudad de Viña del Mar. Fue la 11° edición oficial del torneo. Se realizó entre el 9 y el 15 de febrero.

## Campeones

### Individuales Masculino
Fernando González venció a  Gustavo Kuerten por 6-4 y 6-4

### Dobles Masculino
Juan Ignacio Chela /  Gastón Gaudio vencieron a  Nicolás Lapentti /  Martín Rodríguez por 7-6(2) y 7-6(3)